# Lipec
Lipec är en ort i Tjeckien.   Den ligger i regionen Mellersta Böhmen, i den centrala delen av landet, 70 km öster om huvudstaden Prag. Lipec ligger 241 meter över havet och antalet invånare är 203.
Terrängen runt Lipec är platt. Runt Lipec är det ganska glesbefolkat, med 31 invånare per kvadratkilometer. Närmaste större samhälle är Kolín, 13,3 km sydväst om Lipec. Omgivningarna runt Lipec är en mosaik av jordbruksmark och naturlig växtlighet.